# St. Martin (Aach-Linz)

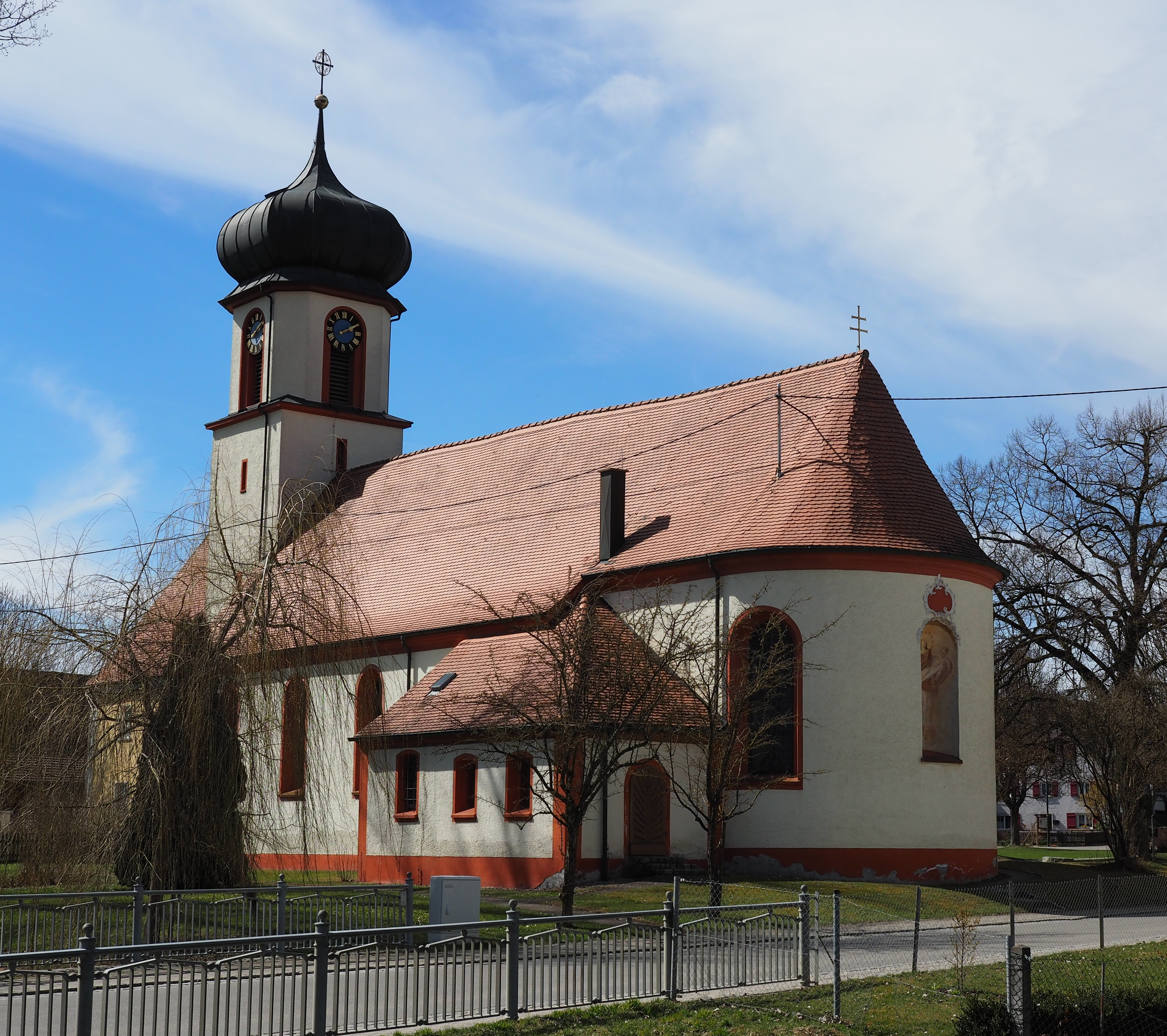
St. Martin in Aach-Linz

St. Martin ist eine römisch-katholische Pfarrkirche in Aach-Linz, einem Gemeindeteil der Stadt Pfullendorf im Landkreis Sigmaringen in Baden-Württemberg. Sie ist beim Landesamt für Denkmalpflege Baden-Württemberg als Baudenkmal eingetragen.

## Geschichte
Die Kath. Pfarrkirche St. Martin wurde 972 erstmals erwähnt. Der heutige Kirchenbau geht auf das Jahr 1275 zurück. Der damalige spätgotische Kirchenbau hatte einen Turm im Westen.
Von ungefähr 1670 an waren die Jesuiten von Konstanz einhundert Jahre lang die Dorfherren. In diese Zeit fällt die Barockisierung der Kirche: Der Umbau erfolgte im Jahr 1754., nach anderer Angabe im Jahr 1756. Hierbei erhielt die Kirche ihre geschnitzten Kirchenbänke, den Hoch- und Seitenaltar, die Kanzel und Eckmedaillons.

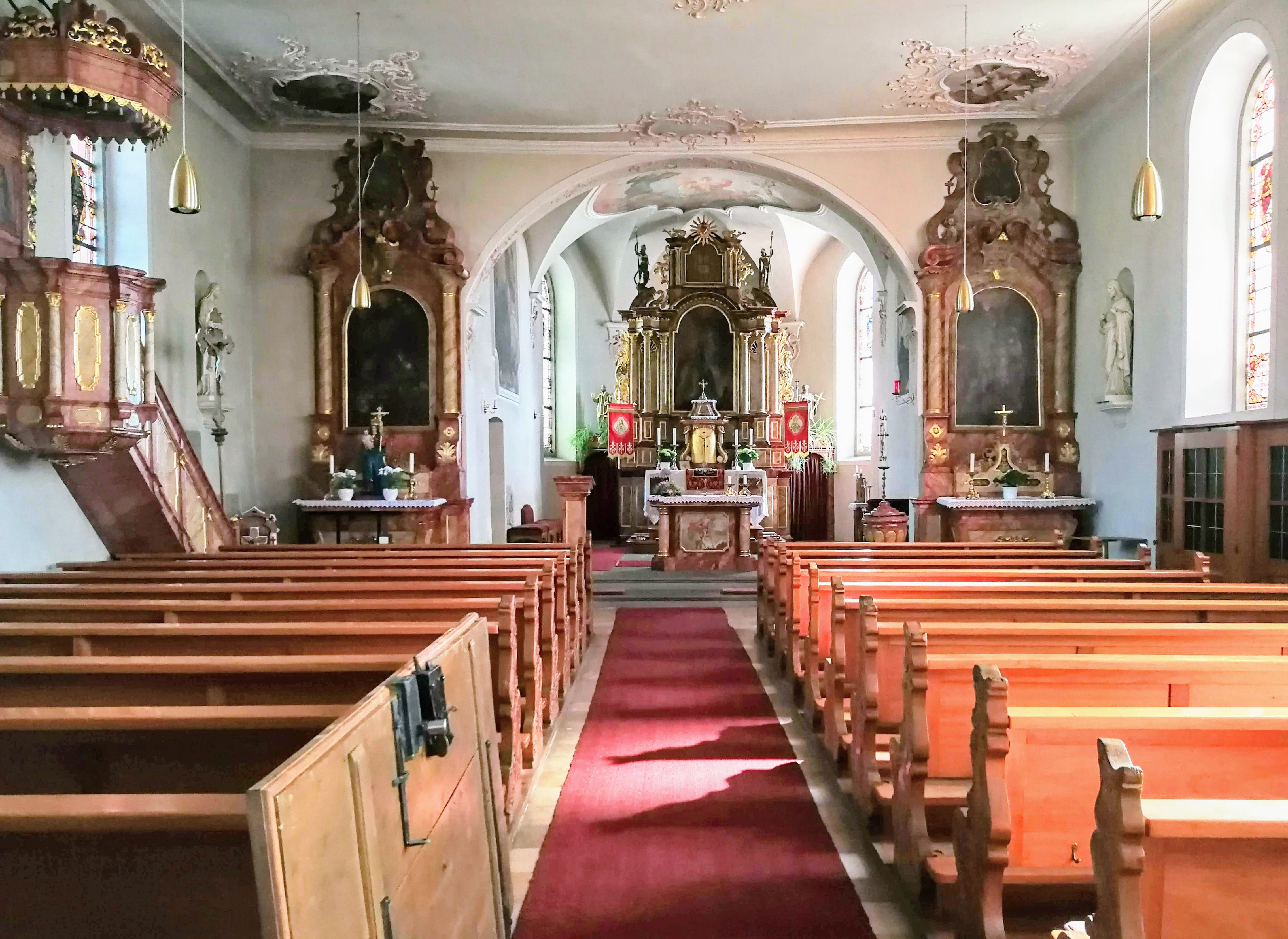
Innenraum

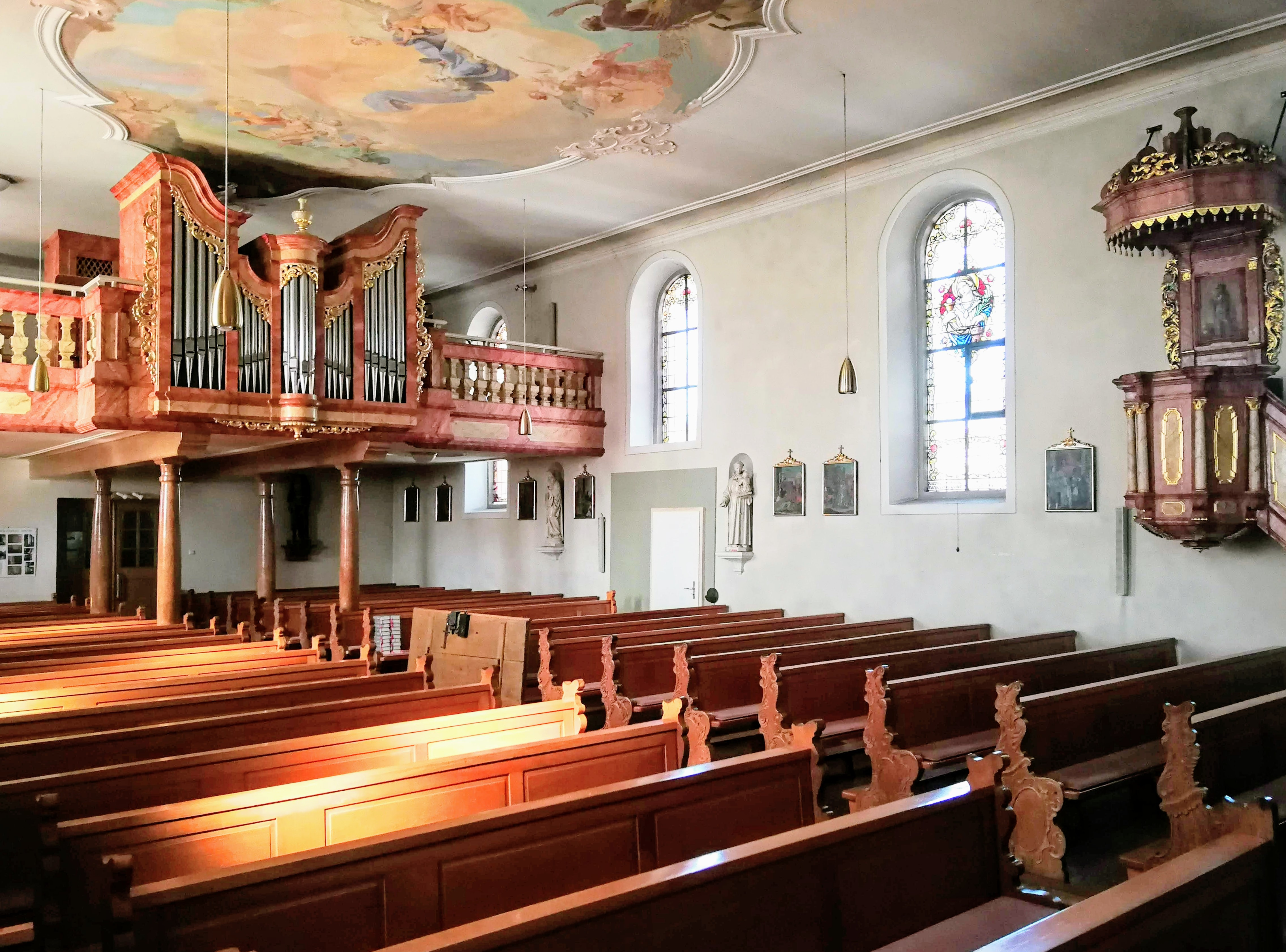
Blick zur Orgel

1868 wurde der alte baufällige Kirchturm abgebrochen. Während des Baus eines neuen Kirchturms stürzte dieser aufgrund von Baumängeln am 11. September 1877 ein. Daraufhin wurde ein Notglockenturm errichtet. Im Jahr 1922 wurde die Pfarrkirche renoviert: Sie erhielt Fenster mit Glasmalereien, ein großes Missionskreuz und ein neubarockes Deckengemälde von Josef Mariano Kitschker. 1938 erfolgte der Neubau des jetzigen Kirchturmes. Die Kirche wurde 1961 renoviert. Es folgte 1987 eine große Innenrenovierung. 1991 konnte die Einweihung des neuen Zelebrationsaltares gefeiert werden. 1995 wurde eine neue, von Mönch Orgelbau gebaute Pfeifenorgel eingeweiht. Zur Ausstattung gehört eine hervorragende Büste der Schmerzensmutter aus gebranntem Ton. Sie entstand wohl um 1430 und ist dem Umfeld des Meisters von Eriskirch zuzuschreiben.

## Beschreibung
Die heutige Saalkirche besteht aus einem Langhaus, einem eingezogenen, halbrund geschlossenen Chor im Osten und einem Kirchturm im Westen, der 1938 erneuert werden musste. Sein oberstes Geschoss mit abgeschrägten Ecken beherbergt die Turmuhr und den Glockenstuhl, darauf sitzt eine Zwiebelhaube. Zur Kirchenausstattung gehören der Hochaltar, auf dessen Altarretabel der heilige Martin dargestellt ist, der 1991 durch einen Volksaltar ergänzt wurde, die Seitenaltäre, die Kanzel und ein Fresko mit einer Immaculata.
Das Hochaltarbild des Heiligen Martin und das Choraußenfresko der Immaculata werden Johann Konrad Wengner (?) zugeschrieben und entstanden wohl um 1754.
Das Geläut umfasst vier Glocken. Eine fünfte Glocke kam nach dem Zweiten Weltkrieg vom Glockendepot wieder zurück in die Pfarrkirche und steht nun auf dem Boden der Glockenstube.